# 张申
张申（1919年12月—2017年4月8日），河南信阳人，中华人民共和国政治人物。

## 生平
1938年2月，参加革命工作，任山西临汾民族革命大学学员。1938年7月加入中国共产党。历任山西代县牺牲救国同盟会五台中心区工作人员、宣传部长、秘书。山西代县抗日县政府教育科长、县长。
1944年10月任睢县县委副书记、书记，睢杞太独立团政委，水东军分区第30团副政委。扶沟县委书记，豫皖苏边区救济分会秘书，郾商西县委代理书记。1948年8月至1949年3月，担任中共尉氏县委书记。
1949年3月，任青年团陈留地方工作委员会书记。1949年10月任中共陈留地委常委兼地委办公室主任、宣传部长。1952年6月，任中共郑州地委常委兼宣传部长。1953年5月，任中共郑州地委副书记。1955年4月，任中共开封地委书记。1958年12月，中央批准取消商丘地区建制并入开封地区，任中共开封地委第二书记。1959年8月，打成右倾机会主义分子，下放劳改。后平反。1962年4月至1966年5月，任中共开封地委第一书记。1968年1月至1969年2月任开封地区革委会主任。1971年3月至1973年3月，任河南省委办事组副组长。1973年3月至1973年6月，任中共河南省委副秘书长、河南省外事办公室副主任。1973年6月至1976年10月，任河南省革委会外事办公室党的核心小组副组长。1976年10月至1977年11月，任中共河南省委副秘书长。
2017年4月8日在郑州逝世，享年98岁。